# Pfannenstock
Pfannenstock är en bergstopp i Schweiz.   Den ligger i distriktet Bezirk Schwyz och kantonen Schwyz, i den centrala delen av landet, 110 km öster om huvudstaden Bern. Toppen på Pfannenstock är 2 573 meter över havet, eller 451 meter över den omgivande terrängen. Bredden vid basen är 3,4 km.
Terrängen runt Pfannenstock är bergig åt sydost, men åt nordväst är den kuperad. Närmaste större samhälle är Schwyz, 19,9 km väster om Pfannenstock. 
Trakten runt Pfannenstock består i huvudsak av gräsmarker. Runt Pfannenstock är det glesbefolkat, med 19 invånare per kvadratkilometer.